# Constitució de Lituània

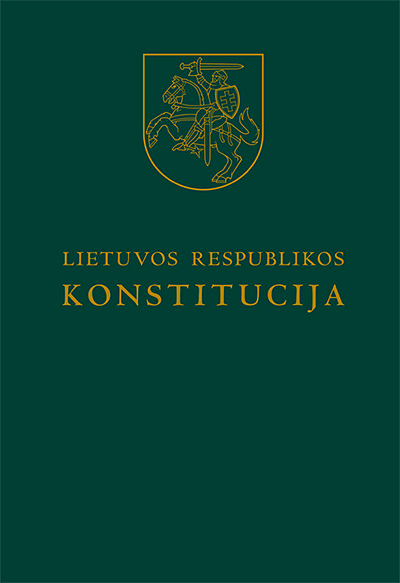
Portada d'un exemplar imprès de la Constitució de Lituània.

La Constitució de Lituània (en lituà: Lietuvos Respublikos Konstitucija) defineix el fonament jurídic per a totes les lleis aprovades en la República de Lituània. Va ser aprovada en un referèndum el 25 d'octubre de 1992, el 56,75% del total dels votans van donar suport a la nova constitució.

## Història
La Primera Constitució de Lituània es va aprovar el 3 de maig de 1791, en un esforç per reformar la Confederació de Polònia i Lituània, que estava conformada pel Gran Ducat de Lituània i el Regne de Polònia. Tanmateix, va ser de curta durada i mai no es va posar en pràctica per complet. El repartiment de Polònia amb les tres annexions successives del territori cap al final del segle xviii (1771, 1793 i 1795 on la mancomunitat va deixar d'existir quan Lituània va esdevenir part de l'Imperi Rus.
Després de la Primera Guerra Mundial, Lituània va declarar la seva independència el 16 de febrer de 1918. Tres projectes de constitucions separades es van presentar: el 2 de novembre de 1918, el 4 d'abril de 1919 i el 10 de juny de 1920. L'Assemblea Constituent (Steigiamasis Seimas) no va adoptar una constitució fins a l'1 d'agost de 1922, la qual s'assemblava a les modernes constitucions europees occidentals. El 1928 i 1938 es van aprovar noves constitucions que reflectien el lideratge autoritari d'Antanas Smetona. El 1940 i 1978, les noves constitucions de la República Socialista Soviètica de Lituània es van adoptar, de forma similar a les altres constitucions soviètiques.